# Sabatia
Sabatia é um género botânico pertencente à família Gentianaceae.

## Espécies
1. ↑  «Sabatia — World Flora Online». www.worldfloraonline.org. Consultado em 19 de agosto de 2020